# Sven Heurgren
Sven Carl Olof Heurgren, född 17 september 1930, död 22 november 2020, var en svensk jurist och ämbetsman.
Heurgren var Sveriges första konsumentombudsman (KO) 1970–1983, och generaldirektör för Konsumentverket 1976–1983. Åren 1984–1995 var han landshövding i Jämtlands län.